# The K2
The K2 (hangul: 더 케이투; hanja: Deo Keitu) é uma telenovela sul-coreana exibida pelo canal tvN de 23 de setembro a 12 de novembro de 2016, estrelada por Ji Chang-wook, Song Yoon-ah, Im Yoon-ah e Jo Sung-ha.

## Enredo
Kim Je Ha é um ex-soldado mercenário conhecido como o "K2" do blackstone da empresa militar privada, que logo se transforma em um fugitivo da justiça quando é acusado injustamente de assassinar a sua namorada Raniya, enquanto servia no Iraque.
Quando ele vai para Barcelona, conhece Go An-na, uma garota que foge de seus raptores. Ela pede ajuda a ele, embora no princípio não queira se envolver, finalmente a ajuda, no entanto, An Na é capturada novamente.
Ele retorna à Coréia do Sul e, por acaso, é oferecido para trabalhar como guarda-costas por Choi Yoo-jin, a proprietária da empresa de segurança JSS e esposa do candidato presidencial, Jang Se-joon, mas não aceita. No entanto, quando eles se oferecem para lhe dar os recursos que ele precisa para se vingar de Park Kwan Soo, líder do atual partido no poder e rival de Se Joon, a quem Je Ha acredita que foi ele quem ordenou os eventos que ocorreram no Iraque anos antes, portanto acaba aceitando o trabalho. Nesse meio tempo, Je-ha é designado para vigiar a jovem Go An-na, a filha oculta de Jang Se-joon, cuja vida é sempre ameaçada por causa de Yoo-jin, sua madrasta. An-na, que foi reclusa e solitária durante toda a sua vida, começa a confiar em Je-ha, que demonstra preocupação por ela e a protege a todo custo. Eles lentamente se apaixonam um pelo outro, o que faz com que Je -ha fique dividido entre ter que trabalhar com sua aliada, Yoo-jin, e para se vingar e proteger seu novo amor, An-na, contra a sua própria aliada.

## Elenco

### Elenco principal
- Ji Chang-wook como Kim Je-ha, também conhecido como o K2[2][3]
  - Choi Seung-hoon como Kim Je-ha (jovem)

O principal protagonista da série. Um funcionário sob a segurança do JSS. Ele é um soldado habilidoso, mas se torna um fugitivo e muda para ser frio e cínico. Ele é notado por Yoo-jin, que o contrata para guardar a filha ilegítima de seu marido, Go An-na.
- Song Yoon-ah como Choi Yoo-jin[4]

A esposa do candidato presidencial e filha mais velha de uma família chaebol. Ela é ambiciosa, no entanto impiedosa e corrupta, como resultado dos modos de mulherengo do pai e do marido, e tem o objetivo de se tornar a primeira-dama. Ela começa a desenvolver sentimentos por Je-ha depois que ele salvou sua vida.
- Im Yoon-ah como Go An-na[5]
  - Lee Yoo-joo como Go An-na (jovem)

Uma filha ilegítima de um candidato presidencial e uma antiga estrela famosa. Escondida e crescida sob a vigilância de sua madrasta, An-na sofre de fobia social e experimenta pânico quando exposta a luzes piscantes. Ela retorna para a Coréia da Espanha por acaso e se torna um peão na corrida de seu pai para se tornar o presidente.
- Jo Sung-ha como Jang Se-joon

Um candidato presidencial de mulherengo parcialmente responsável por corromper sua esposa e o pai de An-na. Ele cuida de An-na, mas é incapaz de mostrá-lo para protegê-la de sua esposa corrompida, Choi Yoo-jin.
- Kim Kap-soo como Park Kwan-soo

Rival político de Se-joon e líder do atual partido no poder. Ele é o principal antagonista da série.

### Elenco de apoio
- Lee Jung-jin como Choi Sung-won, irmão de Yoo-jin e CEO do JB Group. Ele e Yoo-jin lutam pelo grupo JSS e JB. Ele se junta a Kwan-soo mais tarde na série.[6]
- Shin Dong-mi como Kim Dong-mi,[7] a mulher da direita e secretária-chefe de Yoo-jin. Ela não gosta de Je-ha e tenta matá-lo.
- Lee Ye-eun como Jang Mi-ran (aka J4),[8] An-na's bodyguard
- Lee Jae-woo como Kang Sung-gyu (aka K1), guarda-costas de An-na
- Lee Chul-min como ajudante do Park Kwan-soo
- Song Kyung-chul como Song Young-chun[9]
- So Hee-jung como chefe da equipe médica da JSS

### Elenco estendido
- Park Soon-chun como a mãe de Choi Sung-won
- Jeon Bae-soo como Joo Chul-ho
- Ko In-beom como Guk Chae-wan
- Lee Soon-won como líder da equipe de guarda corpo JSS
- Jo Jae-ryong como secretário Sung
- Kim Ik-tae como velho ajudando Je-ha
- Kwon Soo-hyun como guarda-costas
- Jung Ji-young como Noh Ji-yeon
- Yeom Hye-ran como dona de casa
- Park Gun
- Joo Jae-byun
- Yoo In-hyuk como guarda-costas de Dong-mi e ex-jogador de beisebol[10]
- Yoon Joo-bin
- Oh Sang-hoon como capitão do batalhão
- Kim Kyung-ryong como Lee Kyung-jin
- Ji Yoon-jae como guarda-costas e detetive de Kwan-soo com cicatriz[11]
- Jung Se-hyung como detetive
- Park Kyun-rak
- Kim Hyun como ajudante
- Carson Allen como Raniya

### Aparições especiais
- Joo Sae-byuk como mulher tendo caso com Jang Se-joon (Ep.1)
- Son Tae-young como Uhm Hye-rin, mãe de An-na e uma antiga estrela famosa
- Jo Hee-bong como policial
- Sung Dong-il como policial (Ep. 3)
- Yoo Seung-mok como congressista Kim
- Lee Han-wi como secretário do presidente (Ep. 10)
- Jo Dong-hyuk como capitão do JSS Special Ops (Ep. 8)[12]
- Choi Jung-min
- Park Jung-sang

## Produção
O drama é escrito pelo roteirista Jang Hyuk-rin que escreveu Yong-pal (2015) e dirigido por Kwak Jung-hwan de Neighborhood Hero (2016). Sendo representado com um tema de ação de guarda-costas, o drama utilizou várias técnicas de luta, incluindo sistema, taekwondo, aikido e jujutsu para suas cenas de ação. Tornou-se o primeiro drama da televisão coreana a introduzir o efeito Bullet Time. A primeira leitura do roteiro foi realizada em agosto de 2016 no CJ E&M Center em Seul, Coreia do Sul. As filmagens começaram em setembro; algumas cenas do drama foram filmadas na Espanha.
O protagonista masculino Ji Chang-wook, devido ao seu elenco, se tornou o ator mais bem pago por um drama da tvN. Ele teve um treinamento especial e executou as cenas de ação sozinho, sem um corpo duplo. Na conferência de imprensa, o diretor Kwak expressou: "Além da ação esplêndida de Ji, o drama contará a história de um desejo insaciável e de lutas políticas entre pessoas que possuem segredos próprios".

## Trilha sonora
| The K2 OST     |                                          |                 |         |  |
| N.º            | Título                                   | Artista(s)      | Duração |  |
| 1.             | "The K2 Main Theme"                      | Vários artistas | 6:45    |  |
| 2.             | "Today" (오늘도)                         | Kim Bo-hyung    | 3:44    |  |
| 3.             | "Sometimes" (아주 가끔)                  | Yoo Sung-eun    | 3:51    |  |
| 4.             | "Amazing Grace"                          | Yoona           | 2:13    |  |
| 5.             | "Love You"                               | Min Kyung-hoon  | 3:50    |  |
| 6.             | "As If Time Has Stopped" (시간이 멈춘듯) | Park Kwang-sun  | 4:57    |  |
| 7.             | "Anemone"                                | Jan             | 3:52    |  |
| 8.             | "The Witch and the Girl"                 | Vários artistas | 3:56    |  |
| 9.             | "Mirror Mirror"                          | Yang Sun-mi     | 2:52    |  |
| 10.            | "Wolf Knight"                            | Yang Sun-mi     | 4:44    |  |
| 11.            | "Quando Corpus Morietur"                 | Vários artistas | 5:01    |  |
| 12.            | "Wolf's Song"                            | Yang Sun-mi     | 3:30    |  |
| 13.            | "Serenade"                               | Yang Sun-mi     | 3:38    |  |
| 14.            | "Witching Hour"                          | Vários artistas | 2:40    |  |
| 15.            | "The Witch's Advice"                     | Kim Min-young   | 3:01    |  |
| 16.            | "Der Rosenkavalier"                      | Vários artistas | 4:59    |  |
| 17.            | "Against the Odds"                       | Vários artistas | 3:25    |  |
| 18.            | "A Queen of the Forest"                  | Vários artistas | 4:37    |  |
| 19.            | "Anna's Appassionata"                    | Vários artistas | 3:11    |  |
| 20.            | "Anemone"                                | Yang Sun-mi     | 3:45    |  |
| Duração total: | Duração total:                           | Duração total:  | 1:18:31 |  |

## Recepção
The K2 recebeu críticas favoráveis, superando os índices de audiência dos canais a cabo durante toda a sua transmissão de oito semanas. Foi elogiado pelos telespectadores por boas atuações.
Na tabela abaixo, os números azuis representam as audiências mais baixas e os números vermelhos representam as audiências mais elevadas.
| Episódio | Data de transmissão original | Média de participação do público | Média de participação do público | Média de participação do público |
| Episódio | Data de transmissão original | AGB Nielsen                      | AGB Nielsen                      | TNmS                             |
| Episódio | Data de transmissão original | Em todo o país                   | Seul                             | Em todo o país                   |
| -------- | ---------------------------- | -------------------------------- | -------------------------------- | -------------------------------- |
| 1        | 23 de setembro de 2016       | 3.225%                           | 3.257%                           | 4.2%                             |
| 2        | 24 de setembro de 2016       | 3.396%                           | 3.821%                           | 4.9%                             |
| 3        | 30 de setembro de 2016       | 4.390%                           | 4.743%                           | 4.6%                             |
| 4        | 1 de outubro de 2016         | 3.948%                           | 3.936%                           | 5.4%                             |
| 5        | 7 de outubro de 2016         | 4.622%                           | 4.820%                           | 5.2%                             |
| 6        | 8 de outubro de 2016         | 6.636%                           | 8.489%                           | 5.6%                             |
| 7        | 14 de outubro de 2016        | 5.059%                           | 5.343%                           | 6.1%                             |
| 8        | 15 de outubro de 2016        | 5.707%                           | 7.410%                           | 6.4%                             |
| 9        | 21 de outubro de 2016        | 4.849%                           | 5.410%                           | 4.6%                             |
| 10       | 22 de outubro de 2016        | 5.646%                           | 6.688%                           | 5.2%                             |
| 11       | 28 de outubro de 2016        | 4.932%                           | 5.817%                           | 4.5%                             |
| 12       | 29 de outubro de 2016        | 5.369%                           | 5.717%                           | 5.0%                             |
| 13       | 4 de novembro de 2016        | 4.489%                           | 5.210%                           | 4.5%                             |
| 14       | 5 de novembro de 2016        | 4.574%                           | 5.279%                           | 5.4%                             |
| 15       | 11 de novembro de 2016       | 5.523%                           | 6.538%                           | 5.2%                             |
| 16       | 12 de novembro de 2016       | 5.467%                           | 6.537%                           | 5.5%                             |
| Média    | Média                        | 4.865%                           | 5.563%                           | 5.1%                             |

- Este drama foi transmitido por um canal de televisão por assinatura, que normalmente tem um público relativamente menor em comparação com as emissoras de televisão abertas (KBS, SBS, MBC e EBS).

## Transmissão internacional
O drama foi transmitido internacionalmente no DramaFever com legendas em inglês. Seus direitos de transmissão foram vendidos para o Vietnã, Taiwan, Hong Kong, Japão, Singapura, Indonésia, Malásia, Filipinas, China, Tailândia e Israel.
| País | Rede                      | Datas de transmissão |
| --- | ------------------------- | --- |
| Coreia do Sul | TVN                       | 23 de setembro de 2016 - 12 de novembro de 2016 (tvN金土連續劇/tvN 금토드라마)                                                              |
| Singapura | HUB                       | 9 de outubro de 2016 - 27 de novembro de 2016 (a velocidade da Coreia do Sul até as 22:00 - 00:15 de domingo)                               |
| Malásia | 8TV                       | 2 de janeiro de 2017 - 21 de fevereiro de 2017 (de segunda a quarta, das 21:30 h às 22:30 h)                                                |
| Hong Kong | TVB Korean Drama (韓劇台) | 6 de março de 2017 - 25 de abril de 2017 (segunda e terça, das 20:00 h às 21:15 h)                                                          |
| Hong Kong | TVB J2                    | 24 de maio de 2017 - 26 de junho de 2017 (de segunda a sexta-feira, das 23:05 às 00:00, 20 de junho e 22 de suspensão da transmissão)       |
| Filipinas | CINEMO!                   | 07 de maio de 2017 - 25 de junho de 2017 (domingo das 13:00 h às 15:00 h)                                                                   |
| Filipinas | Digital TV Network        | (Domingos das 13:00 h às 15:00 h) |
| Filipinas | ABS-CBN                   | (Domingos das 13:00 h às 15:00 h) |
| Filipinas | PST                       | (Domingos das 13:00 h às 15:00 h) |
| Filipinas | Jeepney TV                | (Domingos das 13:00 h às 15:00 h) |
| Filipinas | Asianovela Channel        | 3 de setembro de 2018 |
| Taiwan | EBC東森戲劇               | 7 de setembro de 2017 - 11 de outubro de 2017 (de segunda a sexta, das 22:00 h às 23:00 h)                                                  |
| Taiwan | EBC東森戲劇               | 8 de setembro de 2017 - 12 de outubro de 2017 (de segunda a sexta, das 20:00 h às 21:00 h)                                                  |
| Taiwan · Hong Kong · Macau · Malásia · Singapura · Indonésia · Filipinas · Myanmar · Tailândia · Camboja · Sri Lanka | TVN ASIA com legendas.    | 14 de novembro de 2017 a 2 de janeiro de 2018 (terça-feira das 20:30 às 23:00 (GMT + 8) (dois episódios)                                    |
| Indonésia | Sony One                  | 13 de fevereiro de 2018 - 9 de março de 2018 (terça a sexta-feira 20:45 - 22:05)                                                            |
| Tailândia | True4U                    | 5 de abril de 2018 - 31 de maio de 2018 (todas as quartas e quintas-feiras, das 20h30 às 21h30).                                            |
| Vietname | HTV                       | 04 de janeiro de 2018 - (segunda a sexta-feira às 21h00 - 22h00) e HTV2 Youtube Chanel: 23 de setembro de 2016 (sábado e domingo às 20h30). |

## Prêmios e indicações
| Ano  | Prêmio                                | Categoria                     | Beneficiário  | Resultado | Ref.   |
| ---- | ------------------------------------- | ----------------------------- | ------------- | --------- | ------ |
| 2016 | Asia Artist Awards                    | Prêmio de popularidade, atriz | Im Yoon-ah    | Venceu    | [ 33 ] |
| 2016 | Asia Artist Awards                    | Prêmio Estrela da Ásia, Atriz | Im Yoon-ah    | Venceu    | [ 33 ] |
| 2016 | 31st Korea's Best Dresser Swan Awards | Atriz mais bem vestida        | Im Yoon-ah    | Venceu    | [ 34 ] |
| 2016 | 31st Korea's Best Dresser Swan Awards | Ator melhor vestido           | Ji Chang-wook | Venceu    | [ 34 ] |
| 2017 | 5th Annual DramaFever Awards          | Melhor bad boy                | Ji Chang-wook | Venceu    |        |
| 2017 | 5th Annual DramaFever Awards          | Melhor vilão                  | Song Yoon-ah  | Indicado  |        |